# Клеър Уейт Келър
Клеър Уейт Келър (на английски: Clare Waight Keller) е английска модна дизайнерка.
Родена е на 19 август 1970 година в Бирмингам. Завършва Рейвънсбърнския колеж по изкуство, след което защитава магистратура в Кралския колеж по изкуства.
Започва работа като стилист за Келвин Клайн и Ралф Лорен в Ню Йорк, през 2000 – 2004 година отговаря за женската конфекция и аксесоари в „Гучи“. След това е художествен директор на „Прингъл ъф Скотланд“ (2005 – 2011), на „Клое“ (2011 – 2017) и на „Живанши“ (2017 – 2020).